# Galoschkartellen
Galoschkartellen var en priskartell mellan de svenska gummifabrikerna. 1912 bildande Helsingborgs gummifabriks AB:s Henry Dunker kartellen tillsammans med Svenska Gummifabriks AB, Viskafors gummifabrik och Ryska gummifabriks AB.
Syftet var att öka konkurrenskraften utomlands, därmed kunde priserna sänkas utomlands på bekostnad av höjda priser i Sverige. 1927 förvärvades företaget Svenska Gummifabriks AB av Kooperativa Förbundet (KF). Anledningen var att den kooperativa rörelsen vill bryta upp priskartellen. Resultatet blev att KF kunde sänka priserna drastiskt och försäljningen ökade. Galoschkartellen sprack och 1927 bildade Dunker istället Förenade gummifabrikernas AB som vid bildandet köpte upp aktiemajoriteten i Ryska gummifabriks AB i Malmö, Hälsingborgs gummifabriks AB (senare Tretorn) och Skandinaviska gummifabriks AB i Viskafors. Viskaforsfabriken avyttrades 1933 och 1934 ombildades Förenade gummifabrikernas AB till Tretorn AB..